# Анвил сир Ски
Анвил сир Ски (фр. Anneville-sur-Scie) насеље је и општина у северној Француској у региону Горња Нормандија, у департману Приморска Сена која припада префектури Дјеп.
По подацима из 2011. године у општини је живело 457 становника, а густина насељености је износила 84,47 становника/km². Општина се простире на површини од 5,41 km². Налази се на средњој надморској висини од 38 метара (максималној 118 m, а минималној 26 m).

## Демографија
| 1962. | 1968. | 1975. | 1982. | 1990. | 1999. | 2011. |
| ----- | ----- | ----- | ----- | ----- | ----- | ----- |
| 355   | 365   | 358   | 386   | 433   | 408   | 457   |

График промене броја становника у току последњих година